# Sudão nos Jogos Olímpicos de Verão de 1972
O Sudão competiu nos Jogos Olímpicos de Verão de 1972 em Munique, Alemanha Ocidental.

## Resultados por Evento

### Atletismo
800m masculino
- Nimir Hussein Angelo Koko
  - Eliminatórias — 1:48.9
  - Semifinais — 1:51.1 (→ não avançou)

1.500m masculino
- Dafallah Sultan Farah
  - Eliminatórias — 4:02.9 (→ não avançou)

- Ibrahim Saad Abdelgalil
- Hamdi Woreldin Mohamed
- Shag Mousa Medani
- Musa Mohame Gadou Moussa

Membros Alternativos:
- Mashinkok Izielia Alier
- Mohamed Mahagoub Said
- Taha Kamal Eldin Mohamed

### Boxe
- Kasamiro Kashri Marchlo
- Mirgaani Gomaa Rizgalla
- Saeid Mohamed Abaker
- Abdalla Salih Abdelwahb

Membro Alternativo:
- Ibrahim Abdalhamid Awad
- Mohame Hashim Ahmed
- Mustafa Awad Abbasher
- Obang Fitter Obang
- Okalo Tomsah Milwal

### Futebol
- Sudão - Eliminado na Primeira Fase
- Primeira Fase Grupo B: 0V-0E-3D
- Elenco - Morgan Abdelgadir Mohmed, Ahmed Abdo Mustafa, Musa Awad Nasr, Sanad Bushara Abdelnadief, Ahmed Bushra Wahba, Addelfadiel Elfadil Osman, Elnur Elnur Abdelgadir, Mohamed Elsir Abdalla, Suliman Gaafar Mohmed, Ali Hasabelrasoul Omer, Mohmed Izzeldin Adam, Ahmed Izzeldin Osman, Salim Mahmoud Said, Mohmed Mohmed Abdelfatah, Ahmed Mohmed Elbashir, Attaelmanan Mohsin, Hassan Nagmeldin, Gaksa Nasreldin Abas, e Mohmed Sharafeldin Ahmed

### Halterofilismo
- Wanni Samson Sabit

Membro Alternativo:
- Dein Farouk Ahmed
- Mostafa Mohamed Abdelwahab
- Ramadan Mohamed Elmansour